# Teofilo Macchetti
Teofilo Macchetti (Venezia, 3 marzo 1632 – Pisa, 1714) è stato un compositore e teorico musicale italiano.

## Notizie biografiche
Studiò musica a Venezia e si unì all'Ordine Benedettino, che lo assegnò al monastero di Rovigo come procuratore nel 1669. A Rovigo rimase fino al 1674, ma il suo interesse per la storia e la musica gli fecero intraprendere viaggi di ricerca a Venezia (nel 1672 e 1673) e Roma, dove rimase quattro anni (dal 1675 al 1679). Dopo fugaci tappe a Loreto e Spoleto, si unì ai monaci camaldolesi e si stabilì a Pisa, dove divenne maestro di cappella del Duomo nel 1681. Macchetti mantenne l'incarico per tutta la vita, sovrintendendo alla vita musicale pisana e insegnando assiduamente (il suo allievo più illustre fu Giovan Carlo Maria Clari), ma continuò i suoi viaggi di studio sulla storia della musica (sono documentati suoi soggiorni a Roma, Volterra, Siena e numerose altre città toscane).

## IConti di musiche

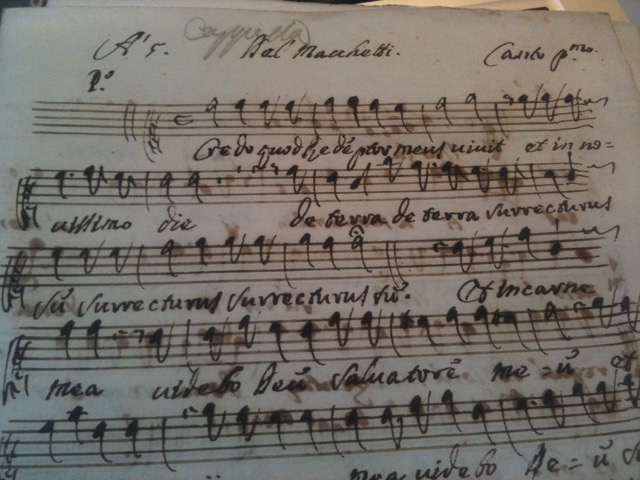
Manoscritto autografo di un Credo di Teofilo Macchetti (1632-1714), conservato nell'Archivio Musicale dell'Opera Primaziale Pisana.

Durante il suo lavoro, Macchetti tenne un dettagliato diario, dal titolo Conti di musiche, oggi conservato nella Biblioteca Universitaria di Pisa. Dalle note in esso presenti si possono desumere preziose informazioni dirette sull'attività musicale di una cappella sei-settecentesca. Macchetti descrive con minuzia le sue mansioni, le musiche che eseguì, le sue attività didattiche, e documenta molte particolarità di prassi esecutiva coeva.

## LeCuriosità musicali
I suoi interessi per la musica antica convogliarono nelle Curiosità musicali, scritte a partire dal 1711 e oggi conservate anch'esse nella Biblioteca Universitaria di Pisa. Nelle Curiosità, Macchetti verifica molti aneddoti circolanti allora sulla musica antica (per esempio quello secondo cui Pitagora intuì il concetto di consonanza musicale ascoltando il suono dei martelli sull'incudine), attesta la circolazione della trattatistica medievale e rinascimentale nell'Italia del tempo (Macchetti dimostra di conoscere alla perfezione i trattati di Johannes de Muris, Johannes Tinctoris, Glareano, Vincenzo Galilei e Athanasius Kircher), riflette sul concetto di tempo musicale e studia l'evolversi della prassi esecutiva (per esempio osserva come la messa Aeterna Christi munera di Giovanni Pierluigi da Palestrina venisse eseguita sempre più velocemente nel corso degli anni). Le Curiosità rappresentano il primo tentativo italiano di stesura di una vera e propria storia della musica, che precede di quasi 40 anni il più famoso trattato di Giovanni Battista Martini, che riconobbe le Curiosità musicali come base imprescindibile. Il taglio delle Curiosità è molto più pratico che teorico, e documenta anche le modalità di esecuzione coeve: questo le rende una fonte diretta inestimabile per i modi di esecuzione della musica sacra del Settecento.

## Opere
Nei Conti di musiche, Macchetti descrive l'esecuzione di molte sue opere, ma ad oggi sembrano esserci rimaste solo due composizioni: i Sacri concerti di salmi, stampato a Bologna nel 1687 (esemplari di questa stampa sono presenti al Museo internazionale e biblioteca della musica di Bologna e alla Biblioteca Diocesana di Lucca), e i Responsori della liturgia dei defunti. Si presume che tracce consistenti della sua produzione possano essere conservate in forma indiretta (per esempio copie e rielaborazioni dei suoi allievi o successori alla cappella del Duomo di Pisa) o addirittura autografa presso l'Archivio Storico Musicale dell'Opera Primaziale Pisana. Come già accennato, la Biblioteca Universitaria di Pisa conserva i suoi scritti (tra cui anche diverse lettere, diari personali e anche trattati di erboristeria), di cui ha effettuato anche alcune digitalizzazioni.